# 北マリアナ諸島歴史文化博物館

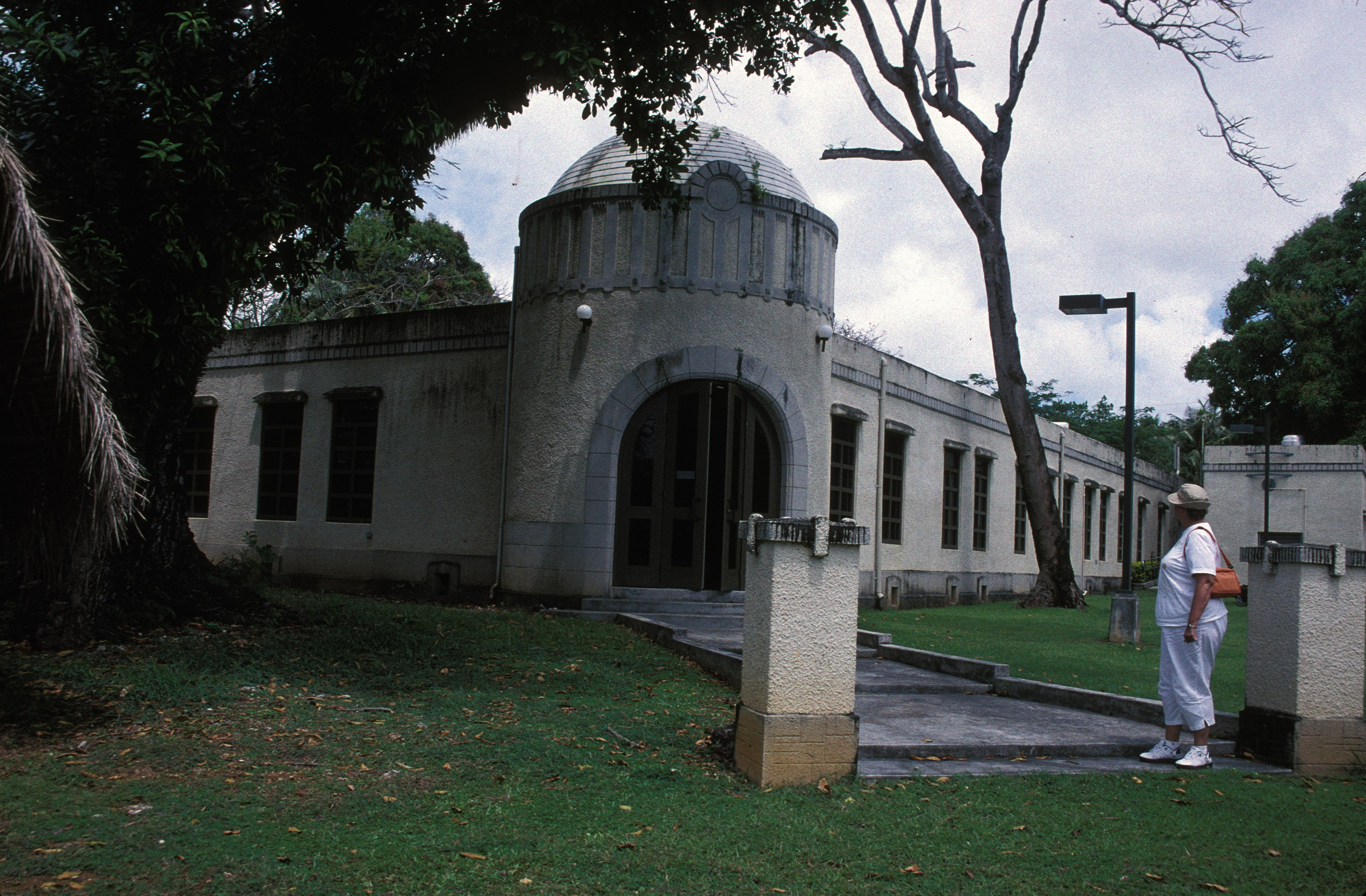
北マリアナ諸島歴史文化博物館

北マリアナ諸島歴史文化博物館（きたマリアナしょとうれきしぶんかはくぶつかん、英: Northern Mariana Islands Museum of History and Culture）は、アメリカ合衆国北マリアナ諸島サイパン島のガラパンにある博物館。
太平洋戦争後に長らく放置されていた旧南洋庁立サイパン医院の建物を修復して、1998年に開館した。

## 概要
北マリアナ諸島歴史文化博物館は、サイパンや北マリアナ諸島の歴史と文化に焦点を当てており、様々な展示や説明で紹介している。
スペインの難破船「コンセプシオン号」から引き揚げられた金や陶磁器などの積み荷や、日本統治時代の生活様式を知ることができる資料などが常設で展示されており、サイパンが日本統治下に入るまでの国際関係について旧日本軍が制作した8ミリ映像が上映されている。ほかにも、日本統治時代に産業の指導者となった松江春次や、サイパン戦で戦った兵士たちのエピソードなどが紹介されている。

## 南洋庁立サイパン医院

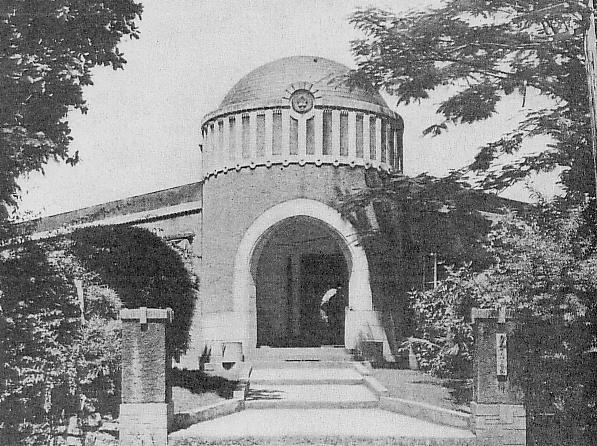
南洋庁立サイパン医院時代の建物

南洋庁立サイパン医院は、1922年に南洋庁が設置した病院で、南洋群島にはサイパン医院をはじめ、パラオ医院・アンガウル医院・ヤップ医院・トラック医院・ポナペ医院・ヤルート医院の7つの病院が設置された。当時のミクロネシアでは最も高度な医療施設を持つ近代的な病院で、現地の衛生環境改善に貢献した。
医院だった建物は、博物館が開設される前の1974年12月19日に、“Japanese Hospital”（「日本病院」）の名称で国家歴史登録財に登録されている。